# Bu Ren
Bu Ren (kitajsko 卜壬) ali Vaj Ren (kitajsko 外壬), z osebnim imenom Dzi Fa, je bil kralj Kitajske iz dinastija Šang. 
Zapisi velikega zgodovinarja ga omenjajo kot enajstega kralja dinastije Šang, ki je nasledil svojega brata Džong Dinga. Ustoličen je bil v letu gengšu v svoji prestolnici Ao. 
Med njegovim vladanjem sta se uprli vazalni ljudstvi Pej in Šjan. Vladal je petnajst let, po podatkih v Bambusnih letopisih samo deset let. Po smrti je dobil ime Vaj Ren. Nasledil ga je sin He Dan Džja.
Napisi na orakeljskih kosteh, izkopanih v Jinšuju, pravijo, da je bil deseti kralj dinastija Šang s posmrtnim imenom Bu Ren. Nasledil ga je sin Džjan Džja.